# Злотников, Виталий Маркович
Виталий Маркович Злотников (20 ноября 1934, Воронеж — 19 ноября 2000, Дмитров, Московской области) — русский поэт, прозаик, киносценарист. Автор сценария мультфильма «Котёнок с улицы Лизюкова».

## Биография
Родился 20 ноября 1934 года в семье инженера Марка Львовича и домохозяйки Рады Ефимовны Злотниковых. В Воронеже Виталий окончил школу и факультет романо-германской филологии Воронежского государственного университета. В 1968 году женился, в этом же году вышла первая книга «Я и Джек». В семье Злотниковых вскоре появился первенец — в 1969 году родился сын Саша, это событие вдохновило главу семьи на написание новых детских произведений.
В 1970 году Виталий Маркович с семьей решил переехать в г. Дмитров. Хотел быть ближе к редакциям центральных периодических изданий, где уже начали публиковаться его детские рассказы, и к киностудии «Союзмультфильм», с которой он уже начал сотрудничать в качестве сценариста мультипликационных фильмов.
Скончался 19 ноября 2000 года в Дмитрове.

## Творчество
После окончания ВГУ стал пробовать свои силы на литературном поприще. В газетах и журналах появились интересные детские рассказы Злотникова. В Центрально-Чернозёмном книжном издательстве в 1968 году вышла его первая книга рассказов «Я и Джек», а тремя годами позже там же вышла следующая книга «Новые приключения Джека». Главными героями в этих книгах стали щенок Джек и мальчик Серёжа, от имени которого и ведётся повествование.
В Дмитрове Виталий Маркович написал большинство своих рассказов и киносценариев. Он публиковался в столичных журналах «Мурзилка», «Пионер», «Студенческий меридиан», «Смена», «Юность» и в таких престижных для авторов многотиражных газетах, как «Неделя» и «Литературная Россия». В Москве в 1995 году вышла книга рассказов «Влюблённый заяц».
Главные герои книг Злотникова — животные, которым присвоены любопытные и наивные детские характеры.
В анимации работал с режиссёрами В. Г. Арбековым, Л. Л. Каюковым, В. М. Котёночкиным и др.. Особый успех выпал на долю мультфильма «Котёнок с улицы Лизюкова» (режиссёр В. Котёночкин, 1988).

## Произведения
- Здравствуйте, тётя Лиса / В. Злотников // Заколдованное слово : сказки современных воронежских писателей / сост. А. В. Бондарев; худ. Е. Ю. Малюкова. — Воронеж : Центр духовного возрождения Чернозёмного края, 2010. — С. 76-80.
- Злотников, В. М. Котёнок с улицы Лизюкова / В. Злотников; худож. Р. Кобзарев. — Москва : Алтей, 2012. — 18 с.
- Злотников, В. М. Подарок для самого слабого / В. Злотников // Заколдованное слово : сказки современных воронежских писателей / сост. А. В. Бондарев; худ. Е. Ю. Малюкова. — Воронеж : Центр духовного возрождения Чернозёмного края, 2010. — С. 71-73.
- Злотников, В. М. Что ты умеешь / В. Злотников // Заколдованное слово: сказки современных воронежских писателей / Сост. А. В. Бондарев; худ. Е. Ю. Малюкова. — Воронеж: Центр духовного возрождения Чернозёмного края, 2010. — С. 68 — 71.

## Фильмография

### Сценарист
- 1973 «Мы с Джеком»
- 1974 «Здравствуйте, тётя лиса!»
- 1978 «Подарок для самого слабого»
- 1981 «День рождения бабушки»
- 1982 «Каша из топора»
- 1984 «А что ты умеешь?»
- 1985 «Мы с Шерлоком Холмсом»
- 1988 «Котёнок с улицы Лизюкова»
- 1991 «Мисс Новый год»
- 1993 «Пряник»
- 1994 «Волшебная палочка»
- 2018 «Котёнок с улицы Лизюкова 2»

## Признание

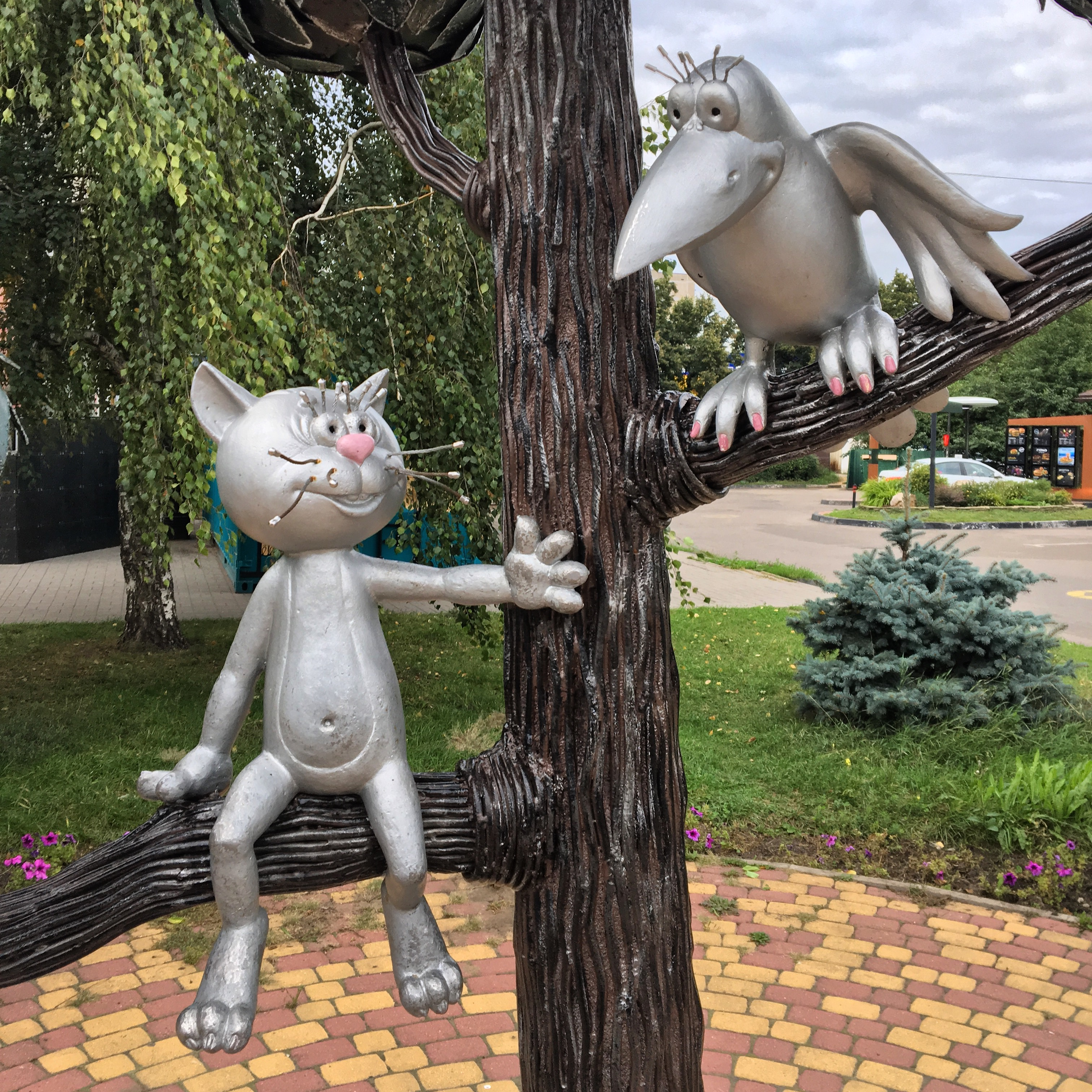
Котёнок с улицы Лизюкова. Памятник в Воронеже. Автор проекта И. П. Дикунов и Э. Н. Пак.

У Злотникова было много наград в различных конкурсах. За очерк «Беспокойный характер» в журнале «Гражданская авиация» получил III премию в 1981 году. III премия была присуждена за очерк «Радуга над Байкалом» в газете «Лесная промышленность» в 1984 году. В 1993 году — I премия, как лучшему автору в журнале «Миша».
По многим мультфильмам выпускаются книги не только на русском, но и на других языках: болгарском, испанском, немецком, польском, шведском, поэтому творчество Злотникова знают и любят в разных уголках мира.
В Воронеже в 2003 установлен памятник Котёнку на улице Лизюкова — герою мультипликационного фильма.

## Память
9 сентября 2021 года в Воронеже на доме № 18 по улице Алексеевского, где с 1961 по 1969 год жил и работал Виталий Маркович Злотников, ему была установлена мемориальная доска.